# Joshua Tree (Kalifornien)
Joshua Tree ist ein census-designated place (CDP) im San Bernardino County des US-Bundesstaats Kalifornien, ungefähr 200 Kilometer vom Stadtzentrum von Los Angeles entfernt und unmittelbar am Joshua-Tree-Nationalpark gelegen.
Das U.S. Census Bureau hat bei der Volkszählung 2020 eine Einwohnerzahl von 6489 ermittelt.

## Musik
In regelmäßigen Abständen finden vor den Toren der Stadt die Desert Sessions statt, welche von Josh Homme, Frontmann der Band Queens of the Stone Age, ins Leben gerufen wurde. Zudem wurden die Studioalben der Stoner-Rock-Band hier eingespielt.
Cecil Ingram Connor III, besser bekannt als Gram Parsons, starb am 19. September 1973 im Joshua Tree Inn Motel.